# الكشحة (العدين)

تعديل مصدري - تعديل

الكشحة محلة تابعة لقرية المراكب، التابعة لعزلة خباز بمديرية العدين إحدى مديريات محافظة إب في الجمهورية اليمنية.، بلغ تعداد سكانها 48 حسب تعداد اليمن لعام 2004.